# Železniční trať Klina–Prizren

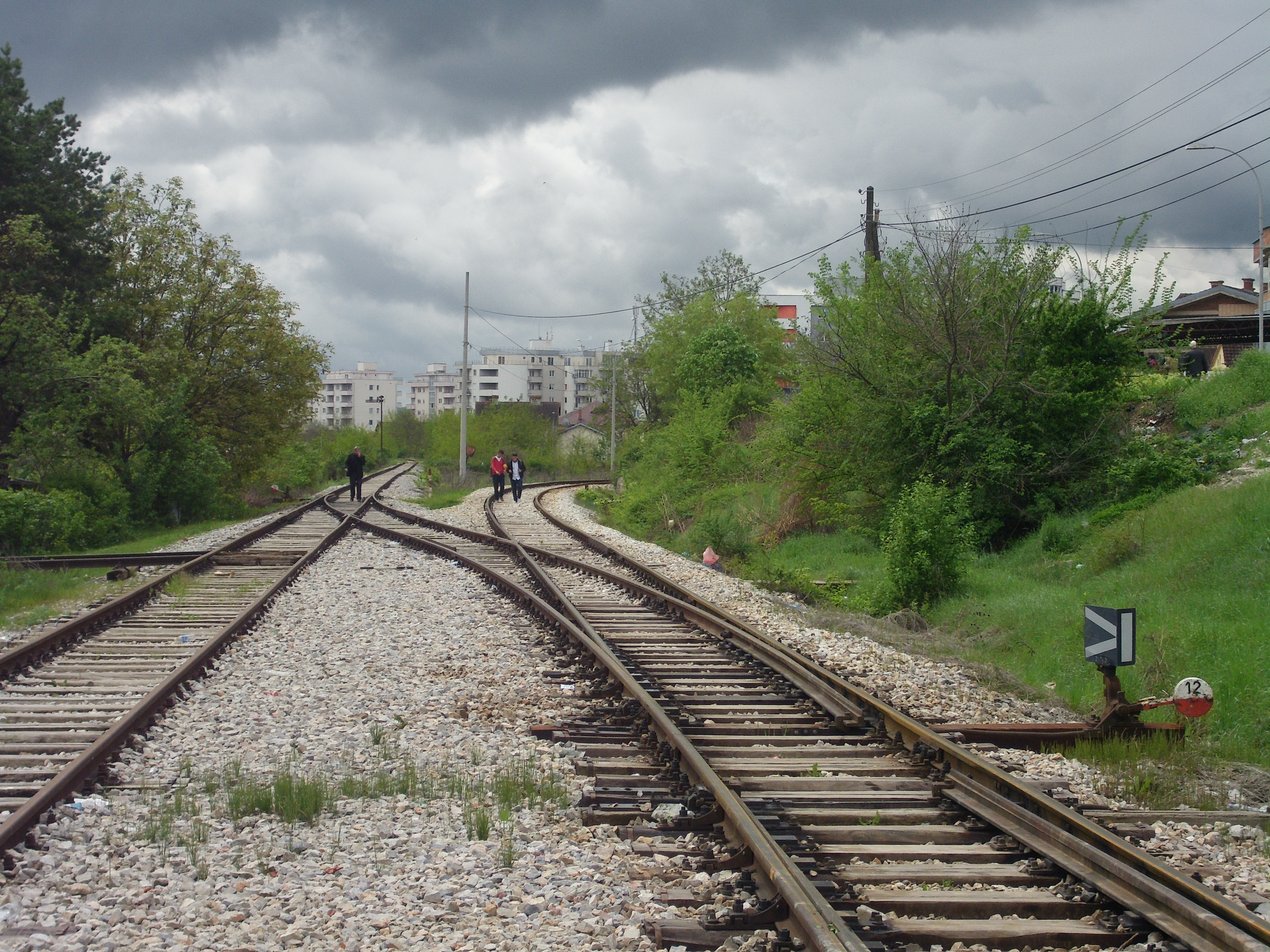
Začátek trati v městě Klina (trať do Prizrenu je vlevo).

Trať na mapě železnic Kosova.

Železniční trať Klina–Prizren (albánsky Hekurudha Klinë–Prizren, srbsky Железничка пруга Клина–Призрен/Železnička pruga Klina–Prizren) se nachází v jihozápadní části Kosova. Dlouhá je 58,43 km a na severu (u města Klina) se napojuje na trať Kosovo Polje–Peć. Trať je jednokolejná a neelektrifikovaná. Nachází se na ní 12 mostů a 52 přejezdů.

## Historie
Trať byla vybudována po druhé světové válce v souvislosti se snahou o zprůmyslnění a rozvoj Kosova. Její výstavba byla zahájena roku 1959 a dokončena v roce 1963. Trať je vedena severo-jižním směrem v údolí řeky Bílý Drin. 
V současnosti je v provozu pouze část trati, a to jen pro nákladní dopravu do vesnice Zrze, kde se nachází průmyslový komplex. V prostoru bývalého nádraží v Prizrenu byly vytrhány kolejnice a jeho část byla zastavěna obytnými domy. Kosovští političtí představitelé si jako svojí prioritu stanovili nejen toto spojení v budoucnosti obnovit, nýbrž jej prodloužit dále na jih až na území Albánie do města Milot.
Rekonstrukce trati má být uskutečněna do roku 2022 a celková obnova si vyžádá náklady ve výši 58,1 mil. EUR.

## Stanice
Na trati se nachází celkem 7 stanic:
- Klina
- Volujak
- Miruša
- Čiflak
- Kromnik
- Zrze
- Prizren